# Grande Prêmio de Singapura de 2023
O Grande Prêmio de Singapura de 2023 (formalmente denominado Formula 1 Singapore Airlines Singapore Grand Prix 2023) foi a décima quinta etapa do Campeonato Mundial de Fórmula 1 de 2023. Foi disputado em 17 de setembro de 2023 no Circuito Urbano de Marina Bay, em Singapura. 

## Antecedentes

### Treino classificatório
Durante o Q1 Lance Stroll bateu forte no muro na última curva do circuito, e por este motivo não participou da corrida.

### Corrida
Antes da corrida começar foi feito um minuto de silêncio pelas vítimas do terremoto no Marrocos.

## Resumo
Carlos Sainz largou da pole position com George Russell atrás dele, mas logo no início da corrida Charles Leclerc ultrapassou Russell. Lewis Hamilton também ultrapassou Russell e assumiu a terceira posição. Em seguida, Hamilton perdeu a terceira posição para seu companheiro de equipe Russell. Na volta 5, Lando Norris ultrapassou Hamilton e passou para a quarta posição.
Max Verstappen teve problemas com seu carro e largou da décima primeira posição, mas avançou para a nona, após ter ultrapassado Hülkenberg.
Na volta 19 o piloto da Williams Logan Sargeant bateu com seu carro contra as grades e teve danos, mas pôde continuar na prova. Em seguida, um safety car entrou na pista e atrás dele seguiram Sainz, Verstappen, Russel e o resto do grid.
Carlos Sainz liderou a corrida desde o início e venceu o GP de Singapura. Lando Norris e Lewis Hamilton terminaram, respectivamente, em segundo e terceiro lugar.
Max Verstappen terminou em quinto lugar, encerrando assim a sua série de vitorias consecutivas. Seu companheiro de equipe Sergio Pérez terminou em oitavo lugar.

## Resultados

#### Treino classificatório
| Pos.                | No. | Driver           | Constructor           | Qualifying times | Qualifying times | Qualifying times | Final grid |
| Pos.                | No. | Driver           | Constructor           | Q1               | Q2               | Q3               | Final grid |
| ------------------- | --- | ---------------- | --------------------- | ---------------- | ---------------- | ---------------- | ---------- |
| 1                   | 55  | Carlos Sainz Jr. | Ferrari               | 1:32.339         | 1:31.439         | 1:30.984         | 1          |
| 2                   | 63  | George Russell   | Mercedes              | 1:32.331         | 1:31.743         | 1:31.056         | 2          |
| 3                   | 16  | Charles Leclerc  | Ferrari               | 1:32.406         | 1:32.012         | 1:31.063         | 3          |
| 4                   | 4   | Lando Norris     | McLaren-Mercedes      | 1:32.483         | 1:31.951         | 1:31.270         | 4          |
| 5                   | 44  | Lewis Hamilton   | Mercedes              | 1:32.651         | 1:32.019         | 1:31.485         | 5          |
| 6                   | 20  | Kevin Magnussen  | Haas-Ferrari          | 1:32.242         | 1:31.892         | 1:31.575         | 6          |
| 7                   | 14  | Fernando Alonso  | Aston Martin-Mercedes | 1:32.584         | 1:31.835         | 1:31.615         | 7          |
| 8                   | 31  | Esteban Ocon     | Alpine-Renault        | 1:32.369         | 1:32.089         | 1:31.673         | 8          |
| 9                   | 27  | Nico Hülkenberg  | Haas-Ferrari          | 1:32.100         | 1:31.994         | 1:31.808         | 9          |
| 10                  | 40  | Liam Lawson      | AlphaTauri-Red Bull   | 1:32.215         | 1:32.166         | 1:32.268         | 10         |
| 11                  | 1   | Max Verstappen   | Red Bull Racing-Honda | 1:32.398         | 1:32.173         | N/A              | 11         |
| 12                  | 10  | Pierre Gasly     | Alpine-Renault        | 1:32.452         | 1:32.274         | N/A              | 12         |
| 13                  | 11  | Sergio Pérez     | Red Bull Racing-Honda | 1:32.099         | 1:32.310         | N/A              | 13         |
| 14                  | 23  | Alexander Albon  | Williams-Mercedes     | 1:32.668         | 1:33.719         | N/A              | 14         |
| 15                  | 22  | Yuki Tsunoda     | AlphaTauri-Red Bull   | 1:31.991         | No time          | N/A              | 15         |
| 16                  | 77  | Valtteri Bottas  | Alfa Romeo-Ferrari    | 1:32.809         | N/A              | N/A              | 16         |
| 17                  | 81  | Oscar Piastri    | McLaren-Mercedes      | 1:32.902         | N/A              | N/A              | 17         |
| 18                  | 2   | Logan Sargeant   | Williams-Mercedes     | 1:33.252         | N/A              | N/A              | 18         |
| 19                  | 24  | Zhou Guanyu      | Alfa Romeo-Ferrari    | 1:33.258         | N/A              | N/A              | PL         |
| 20                  | 18  | Lance Stroll     | Aston Martin-Mercedes | 1:33.397         | N/A              | N/A              | —          |
| 107% time: 1:38.430 |     |                  |                       |                  |                  |                  |            |
| Source:             |     |                  |                       |                  |                  |                  |            |

### Corrida
| Pos.                                                             | No. | Driver           | Constructor           | Laps | Time/Retired        | Grid | Points |
| ---------------------------------------------------------------- | --- | ---------------- | --------------------- | ---- | ------------------- | ---- | ------ |
| 1                                                                | 55  | Carlos Sainz Jr. | Ferrari               | 62   | 1:46:37.418         | 1    | 25     |
| 2                                                                | 4   | Lando Norris     | McLaren-Mercedes      | 62   | +0.812              | 4    | 18     |
| 3                                                                | 44  | Lewis Hamilton   | Mercedes              | 62   | +1.269              | 5    | 16     |
| 4                                                                | 16  | Charles Leclerc  | Ferrari               | 62   | +21.177             | 3    | 12     |
| 5                                                                | 1   | Max Verstappen   | Red Bull Racing-Honda | 62   | +21.441             | 11   | 10     |
| 6                                                                | 10  | Pierre Gasly     | Alpine-Renault        | 62   | +38.441             | 12   | 8      |
| 7                                                                | 81  | Oscar Piastri    | McLaren-Mercedes      | 62   | +41.479             | 17   | 6      |
| 8                                                                | 11  | Sergio Pérez     | Red Bull Racing-Honda | 62   | +59.534             | 13   | 4      |
| 9                                                                | 40  | Liam Lawson      | AlphaTauri-Red Bull   | 62   | +1:05.918           | 10   | 2      |
| 10                                                               | 20  | Kevin Magnussen  | Haas-Ferrari          | 62   | +1:12.116           | 6    | 1      |
| 11                                                               | 23  | Alexander Albon  | Williams-Mercedes     | 62   | +1:13.417           | 14   |        |
| 12                                                               | 24  | Zhou Guanyu      | Alfa Romeo-Ferrari    | 62   | +1:23.649           | PL   |        |
| 13                                                               | 27  | Nico Hülkenberg  | Haas-Ferrari          | 62   | +1:26.201           | 9    |        |
| 14                                                               | 2   | Logan Sargeant   | Williams-Mercedes     | 62   | +1:26.889           | 18   |        |
| 15                                                               | 14  | Fernando Alonso  | Aston Martin-Mercedes | 62   | +1:27.603           | 7    |        |
| 16                                                               | 63  | George Russell   | Mercedes              | 61   | Colisão             | 2    |        |
| Ret                                                              | 77  | Valtteri Bottas  | Alfa Romeo-Ferrari    | 51   | Caixa de velocidade | 16   |        |
| Ret                                                              | 31  | Esteban Ocon     | Alpine-Renault        | 42   | Caixa de velocidade | 8    |        |
| Ret                                                              | 22  | Yuki Tsunoda     | AlphaTauri-Red Bull   | 0    | Dano após colisão   | 15   |        |
| WD                                                               | 18  | Lance Stroll     | Aston Martin-Mercedes | 0    | Não participou      | —    |        |
| Volta Mais Rápida: Lewis Hamilton (Mercedes) – 1:35.867 (lap 47) |     |                  |                       |      |                     |      |        |
| Source:                                                          |     |                  |                       |      |                     |      |        |

## Curiosidades
• Segunda vitória na carreira de Carlos Sainz após a sua primeira no Grande Prêmio da Grã-Bretanha de 2022, e a primeira vitória da Ferrari desde o Grande Prêmio da Áustria de 2022 com Charles Leclerc.
• Após quinze corridas, os dois carros da RedBull ficaram de fora do pódio. Isso não ocorria desde o Grande Prêmio de São Paulo de 2022, e assim, encerra-se a sequência de Max Verstappen de 10 vitórias consecutivas.

## Tabela do Campeonato após a corrida
|         | Pos. | Driver           | Points |
| ------- | ---- | ---------------- | ------ |
|         | 1    | Max Verstappen   | 374    |
|         | 2    | Sergio Pérez     | 223    |
| 1       | 3    | Lewis Hamilton   | 180    |
| 1       | 4    | Fernando Alonso  | 170    |
|         | 5    | Carlos Sainz Jr. | 142    |
| Source: |      |                  |        |

|         | Pos. | Constructor           | Points |
| ------- | ---- | --------------------- | ------ |
|         | 1    | Red Bull Racing-Honda | 597    |
|         | 2    | Mercedes              | 289    |
|         | 3    | Ferrari               | 265    |
|         | 4    | Aston Martin-Mercedes | 217    |
|         | 5    | McLaren-Mercedes      | 139    |
| Source: |      |                       |        |

- Nota: Apenas as cinco primeiras posições estão incluídas para ambos os conjuntos de classificação.